# Brătianu (famiglia)
La famiglia Brătianu è stata una famiglia di statisti rumeni originari del distretto di Argeș che hanno contribuito alla nascita dello stato rumeno moderno.

## Storia
I componenti della famiglia:
- Ion C. Brătianu, (1821-1891), membro d'onore dell'Academia Române, più volte primo ministro, ministro dell'Interno, degli Affari Esteri, considerato insieme al re Carlo I „il fondatore della moderna Romania”[2] e „il padre del liberalismo rumeno”.
- Dimitrie C. Brătianu (1818 -1892), fratello di Ion C., politico e diplomatico, per un periodo primo ministru della Romania[3].
- Ion I. C. Brătianu (Ionel), (1864 -1927), figlio di Ion C., politico con un importante ruolo nella prima guerra mondiale e nella Grande Unione del 1918[4].
- Constantin I. C. Brătianu (Dinu), (1866 -1950), figlio di Ion C., presidente del Partito Nazionale Liberale in seguito all'assassinio di I. G. Duca, che fu arrestato nel 1950[5].
- Vintilă I. C. Brătianu (1867-1930), figlio minore di Ion C., economista, fondatore nel 1905 della dottrina economica prin noi înşine (attraverso noi stessi)[6], primo ministro della Romania.
- Gheorghe I. Brătianu (1898-1953), figlio di Ionel, storico morto nel carcere di Sighet.